# لايف آت باراماونت
لايف آت باراماونت (بالإنجليزية: Live at the Paramount) هو فيديو حي لفرقة الروك الأمريكية نيرفانا صدر عام 2011. تم إصداره على دي في دي وأقراص بلو راي